# François Chaussier
François Chaussier (1746-1828) est un médecin français, professeur de la Faculté de médecine de Paris, membre de l'Académie royale de médecine et de l'Académie des sciences.

## Biographie
François Chaussier naquit à Dijon, le 2 juillet 1746, où son père était maître vitrier. Après avoir suivi les services de l’hôpital de Dijon, sa mère l’envoya à Paris pour poursuivre ses études de médecine et il se fit inscrire au Collège royal de Chirurgie : il y effectua une scolarité régulière entre 1765 et 1767 ; il y suivit les cours d’anatomie de Raphaël Sabatier et de Jean-Joseph Sue. Parallèlement, il s’initiait à la chirurgie avec les cliniques de de Lafaye et l’après-midi, celles de Isaac Goursaud.
Ses années de chirurgie prirent fint en 1768, date à laquelle il obtint le titre de Maître en chirurgie : il s’établit à Dijon en qualité de chirurgien où il se maria. En 1769, il ouvrit un cours gratuit d’anatomie humaine et comparée qui fut suivi par de nombreux étudiants pendant plus de dix ans ; en 1774, les États de Bourgogne avaient créé un enseignement de la chimie avec Guyton de Morveau (Louis-Bernard Guyton-Morveau) comme professeur titulaire et Hugues Maret et François Chaussier comme adjoints. Au décès de Maret, en 1786, il fut promu deuxième professeur de chimie.
A Dijon, ses qualités professionnelles lui attirèrent la faveur de la clientèle et sa renommée dépassa rapidement la Bourgogne ; il se fit remarquer à l’Académie de Chirurgie par plusieurs communications de sorte qu’il obtint, en la séance publique du 10 avril 1777, la Médaille d’or de l’Académie.
Il fut reçu docteur en médecine, à l’Université de Besançon, le 14 janvier 1780 et en 1784, il devint correspondant de la Société royale de médecine. Cette même année, il fut admis à l’Académie des Sciences, Arts et Belles-Lettres de Dijon dont il devint secrétaire général à la suite de la mise en retraite de Guyton de Morveau.
En août 1789, la tourmente révolutionnaire bouleversa complètement l’enseignement médical en supprimant les Facultés et toutes les sociétés savantes ; les travaux d’anatomie de Chaussier l’avaient fait remarquer de Félix Vicq d'Azyr, qui proposa un vaste plan de Constitution pour la médecine et c’est Chaussier, en tant que membre correspondant de la Société de médecine, qui le présenta à l’Assemblée nationale en 1790, mais ce projet n’eut pas de suite.
En 1794, Antoine-François Fourcroy fut chargé par la Convention nationale de réorganiser l’enseignement médical et chercha une personnalité susceptible de lui proposer les détails de cette organisation. Claude-Antoine Prieur-Duvernois, de la Côte-d'Or, qui dirigeait au Comité de salut public, l’enseignement des Sciences et des Arts, lui indiqua François Chaussier qui entra ainsi au Comité de l’Instruction Publique : il rédigea un rapport et un projet de décret qu’il lut à la tribune de la Convention, le 7 frimaire de l’an III (27 novembre 1794) ; il y proposait la création d’une seule « Ecole centrale de Santé » à Paris ; les conventionnels, ouverts largement à la décentralisation, demandèrent la création d’autres écoles semblables à Montpellier et à Strasbourg et c’est sur ces bases, que le rapport fut adopté, le 14 frimaire (4 décembre). 
Chaussier retourna à Dijon, où il reprit ses cours et ses études ainsi que les missions qui lui avaient été confiées : il avait été nommé médecin des Hospices de Dijon en avril 1793 et Chirurgien des Prisons; il n’y resta pas longtemps, puisqu’il fut rappelé à Paris pour occuper la chaire d’anatomie et de physiologie de l’Ecole de Santé. Chaussier fut, selon l’expression de Joseph-Henri Réveillé-Parise, le professeur de physiologie le plus célèbre de l’Ecole de Paris: il défendit que le vitalisme était la base de toutes les études de physiologie.
Un décret du 7 vendémiaire an III (28 septembre 1794) ayant créé officiellement l’École centrale des travaux publics, future École polytechnique, le Conseil d’administration proposa, moins d’un mois après l’ouverture, d'y installer une infirmerie et de nommer un « officier de santé » (désignation révolutionnaire pour les médecins) pour soigner les élèves malades et donner aussi des leçons sur «l'art de prévenir les maladies et de les soulager». L'état nominatif des agents de l'Ecole polytechnique de l'année suivante le porte comme adjoint de Claude Louis Berthollet « chargé en même temps du cours de Zootechnie et de Salubrité, et Médecin de l'Ecole » : en fait, il enseigna le cours de Berthollet pendant son absence en Italie en 1796-1797. Après la régularisation de l'enseignement de la chimie, Chaussier semble avoir abandonné l'enseignement de cette science et s'être restreint presque entièrement à ses fonctions de médecin.
Le 9 mai 1804, il est nommé Médecin des Hospices de la Maternité et on lui confia la Présidence des jurys médicaux pour les examens d’Officier de Santé, Pharmacien et Sage-femme pour la circonscription de la Faculté de Médecine de Paris.
Il fait partie de la commission, nommée par le ministre de l’Intérieur en octobre 1810 pour étudier les « remèdes secrets »; il y côtoie André Marie Constant Duméril, Jean-Joseph Menuret, Nicolas Deyeux.
En 1815, après la chute du Premier Empire, il fut remplacé dans ses fonctions de médecin de l’Ecole Polytechnique, mais il resta titulaire de sa chaire à la Faculté jusqu’au 21 novembre 1822, date à laquelle la Restauration modifia l’organisation de la Faculté : il fut nommé professeur honoraire et sa chaire lui fut retirée. Il en éprouva une grande amertume et le lendemain, il eut une attaque d’apoplexie qui le priva temporairement de la parole et de la marche. Il se rétablit néanmoins, mais demeura hémiplégique, ce qui ne l’empêcha pas de poursuivre son activité à la Maternité.
Le 6 mai 1823, il fut admis à l’Académie des sciences.
François Chaussier est décédé en son domicile parisien, le 19 juin 1828 d’une crise d’apoplexie ; il fut inhumé au Cimetière du Père-Lachaise (18e division) le 21 juin : Nicolas-Philibert Adelon prononça un discours au nom de l’Académie, Marie-Alexandre Désormaux, qui représentait la Faculté, fit de même, Duméril, au nom de l’Académie Royale des Sciences lut une longue éloge funèbre.
François Chaussier eut un fils, Franck Chaussier qui suivit la même voie que son père et qui soutint sa thèse de doctorat en 1827 à Montpellier.

## Publications et œuvre scientifique
C’est à la demande des Etats de Bourgogne, qu’il publia en 1785 une instruction populaire portant sur la morsure des animaux enragés : « Méthode de traiter les morsures des animaux enragés, et de la vipère ; suivie d’un précis sur la pustule maligne » (avec Joseph Enaux 1726-1798). 
En 1789, il publia une étude sur les muscles du corps humain, dans laquelle il proposait une classification plus rationnelle que celle jusqu’alors enseignée: « Exposition sommaire des muscles du corps humain suivant la classification et la nomenclature méthodiques adoptées au cours public d'anatomie de Dijon » ; cet ouvrage connut une réédition en 1797: cette nomenclature n’a pas été conservée.
C’est également, en 1789, qu’il lut à l’Académie de Dijon un mémoire « Sur un point important de la jurisprudence criminelle » (ref Observations chirurgico-légales sur un point important de la jurisprudence criminelle, lues à la séance publique de l'Académie des sciences de Dijon, le 20 décembre 1789, par M. le professeur Chaussier ref) dans laquelle il démontrait le rôle que pouvait jouer le médecin pour éclairer la justice ; cet ouvrage fut remarqué et Chaussier, ouvrit, l’année suivante à Dijon, un cours de Médecine Légale.
Chaussier fut l'éditeur principal des articles consacrés à la Pharmacie par l'Encyclopédie méthodique.
En 1799, parurent « Les tables synoptiques » qui furent un grand succès : François Broussais les déclara " remarquables par la précision, la netteté et l’étendue des vues" ; elles constituent, en réalité, un résumé de physiologie, de pathologie et de thérapeutiques des divers appareils anatomiques du corps humain.
Entre 1824 et 1827, il sortit plusieurs ouvrages de médecine légale: « Manuel médico-légal des poisons, précédé de considérations sur l'empoisonnement », « Recueil de mémoires, consultations, et rapports sur divers objets de médecine légale », « Mémoire médico-légal sur la viabilité de l'enfant naissant, présenté à Mgr le garde des sceaux, ministre de la Justice »
Chaussier constitue, assurément, une des belles figures de la Médecine et selon Réveillé-Parise  ".. Chaussier restera dans les fastes de la Science ; son nom a droit de cité dans l’étroite enceinte où se trouvent inscrits ceux des médecins illustres ; il a enrichi la science et honoré son pays …"